# SVO형

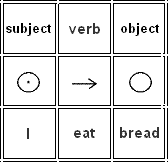

SVO(Subject Verb Object)구조란 주어-동사-목적어의 구조로 되어있는 언어를 뜻하며, 영어나 중국어 등(고립어)이 이 어순을 따른다.
예를 들어, 영어의 "I like an apple"(나는 사과를 좋아한다.)라는 문장을 보면, I-주어, like-동사, an apple-목적어의 순으로 되어 있다.
한국어같은 교착어인 경우 이러한 어순이 중요하지 않다. 한국어로 "나는 좋아한다 사과를"라고 해도 말이 되지만 영어같은 고립어의 경우 "I an apple like (틀림)"처럼 언어가 놓이는 순서가 달라지는 경우 말이 되지 않고 어순이 달라지면 뜻도 변하게 된다.
SVO형은 어순으로서 주어가 동작하고 그 주어가 동작하고 있는 행동의 방향성을 중시하는 경향이 있다. 즉, SVO언어는 어순 자체가 문법이라고 할 수 있다. 그러므로 SVO 어순의 언어들은 SOV 어순의 언어들에 비해 어순의 자유도가 낮은 편이며 어순이 달라지면 의미 자체가 통하지 않거나 다르게 된다. 영어, 중국어 등의 고립어들은 거의 절대적으로 SVO형 어순을 따르기 때문에 어순이 바뀌면 문장의 의미가 바뀌어버리지만, 고립어를 제외한 대부분의 언어는 굴절어나 교착어로써, 항상 주어-동사-목적어의 어순을 따르지는 않는다.

## 이 유형에 속하는 언어들
아래 목록의 언어들은 SVO형 어순을 가장 일반적으로 취하는 언어들이다.
- 중국티베트어족
- 중국어
- 중국어파
- 과라니어
- 그리스어
- 노르웨이어
- 덴마크어
- 러시아어
- 마인어
- 베트남어
- 불가리아어
- 세르보크로아트어
- 스와힐리어
- 스웨덴어
- 스페인어
- 알바니아어
- 영어
- 이탈리아어
- 조지아어
- 체코어
- 크메르어
- 태국어
- 포르투갈어
- 폴란드어
- 프랑스어
- 핀란드어
- 하우사어

### 부분적으로 SVO형
다음 언어들은 부분적으로는 SVO형 어순의 특징을 띄고 있으나, 정확히는 V2 어순으로 분류되는 언어들이다.
- 독일어
- 네덜란드어
- 아이슬란드어
- 아프리칸스어
- 이디시어

## 같이 보기
- 어순
- SOV형
- VSO형
- VOS형
- OSV형
- OVS형
- V2 어순